# Dicranota (Paradicranota) pavida
Dicranota (Paradicranota) pavida is een tweevleugelige uit de familie Pediciidae. De soort komt voor in het Palearctisch gebied.